# Benjamin Šeško
Benjamin Šeško (Radeče, 31 de maio de 2003) é um futebolista esloveno que atua como centroavante. Atualmente, defende o Manchester United.
Šeško foi contratado pelo Salzburg aos 16 anos vindo em 2019 vindo do Domžale. Emprestado ao FC Liefering por duas temporadas, fez 22 gols em 44 jogos pelo clube da Segunda Divisão Austríaca. Estreou pelo Salzburg em janeiro de 2021 e faturou três títulos do Campeonatos Austríacos alem de uma Copa da Áustria. Esse desempenho o levou a ser contratado pelo RB Leipzig em 2022, fazendo parte do elenco do clube alemão em 1 de julho de 2023.
Atuante pela Seleção Eslovena desde a categoria Sub-16, Benjamin fez sua estreia pela Seleção Principal em junho de 2021 aos 18 anos e um dia, batendo o recorde de mais jovem a estrear pelo país. Ao marcar seu primeiro em outubro de 2021 contra Malta, tornou-se também o mais jovem a fazer um gol pela Eslovênia.

## Carreira

### Início
Šeško iniciou sua carreira no clube de mesmo nome de sua cidade natal, Radeče. Depois, passou um ano no Rudar Trbovlje, antes de voltar ao Radeče. Em 2016 transferiu-se ao Krško, onde atuou pelo Sub-15 e Sub-17.
Na temporada de 2017–18, Benjamin marcou incríveis 59 gols em 23 partidas pelo Sub-15. Saindo do Krško em 2018, entrou no Domžale no mesko ano e fico por uma temporada.

### Red Bull Salzburg
Em 3 de junho de 2019, com apenas 16 anos, Šeško assinou seu primeiro contrato profissional com Red Bull Salzburg, da Áustria. 
Estreou pelo clube austríaco em 30 de janeiro de 2021, contra o TSV Hartberg.

### Empréstimo ao Liefering

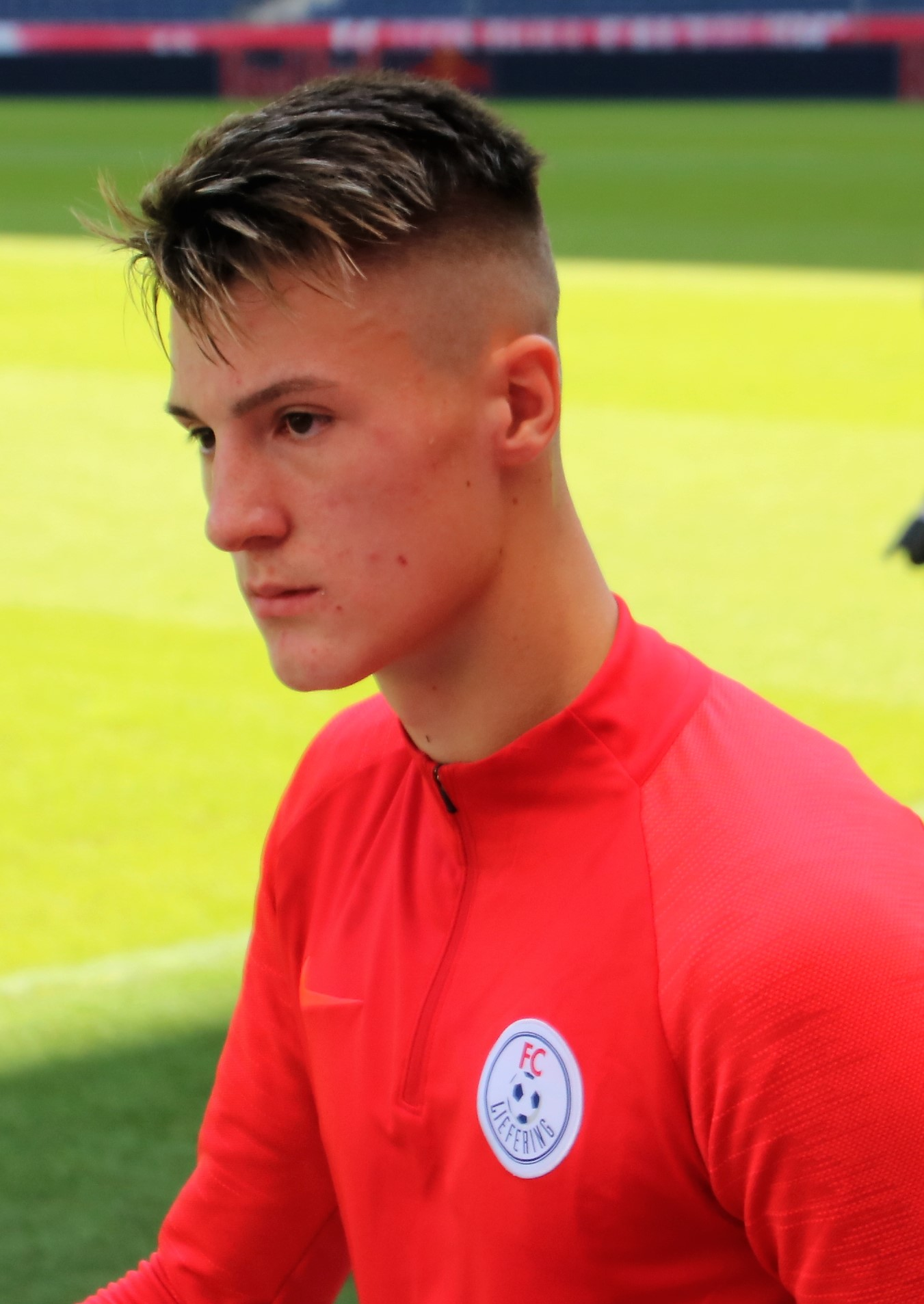
Šeško pelo Liefering

Ao assinar com o Salzburg, Šeško foi primeiramente integrado ao clube filial, FC Liefering, para disputar a Segunda Divisão Austríaca de 2019–2020.
Na temporada seguinte, acumulou bons números ao marcar 21 gols em 29 partidas, encerrando como vice-artilheiro da competição em 2020–21. A maior parte dos gols foi marcada na reta final do torneio, sendo 13 deles anotados nas últimas sete rodadas.

### RB Salzburg (retorno)

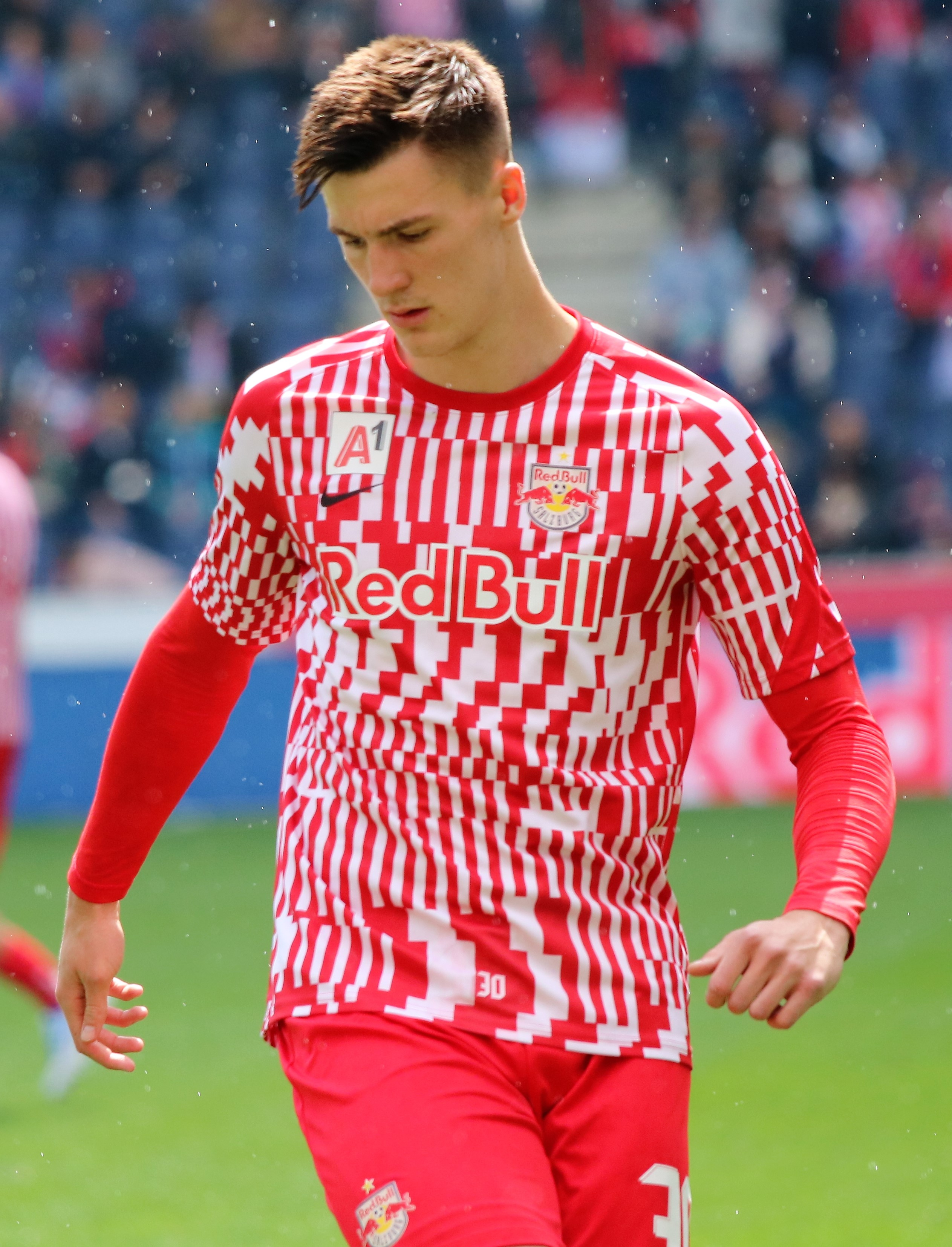
Šeško em 2022

Retornando para o seu time formado, Benjamin passou a ser um centroavante frequentemente utilizado na campanha que culminaria no título da Bundesliga Austríaca de 2021–22, quando na Copa Austríaca da mesma época.
Na primeira competição, foi majoritariamente reserva e marcou cinco gols em 25 partidas. Contudo, seu maior destaque ocorreu na Copa, já que chegou a marca de cinco gols em cinco partidas, tendo balançado as redes na final e, além de ser o artilheiro da competição, se solidificado como uma peça útil ao clube para o ano seguinte.
Com a venda de Karim Adeyemi para o Borussia Dortmund, Šeško se firmou como o principal atacante do clube e aumentou o seu número de gols e de partidas na época 2022–23. Na ocasião, vencera o campeonato Austríaco pela segunda vez e marcou, ao todo, 18 gols nas competições somadas.
Em 2021 e 2022, o atacante venceu o prêmio de Atacante Esloveno Jovem do Ano. Mas foi só nessa segunda premiação que ele também se tornou o Jogador Esloveno do Ano pela primeira vez em sua carreira.

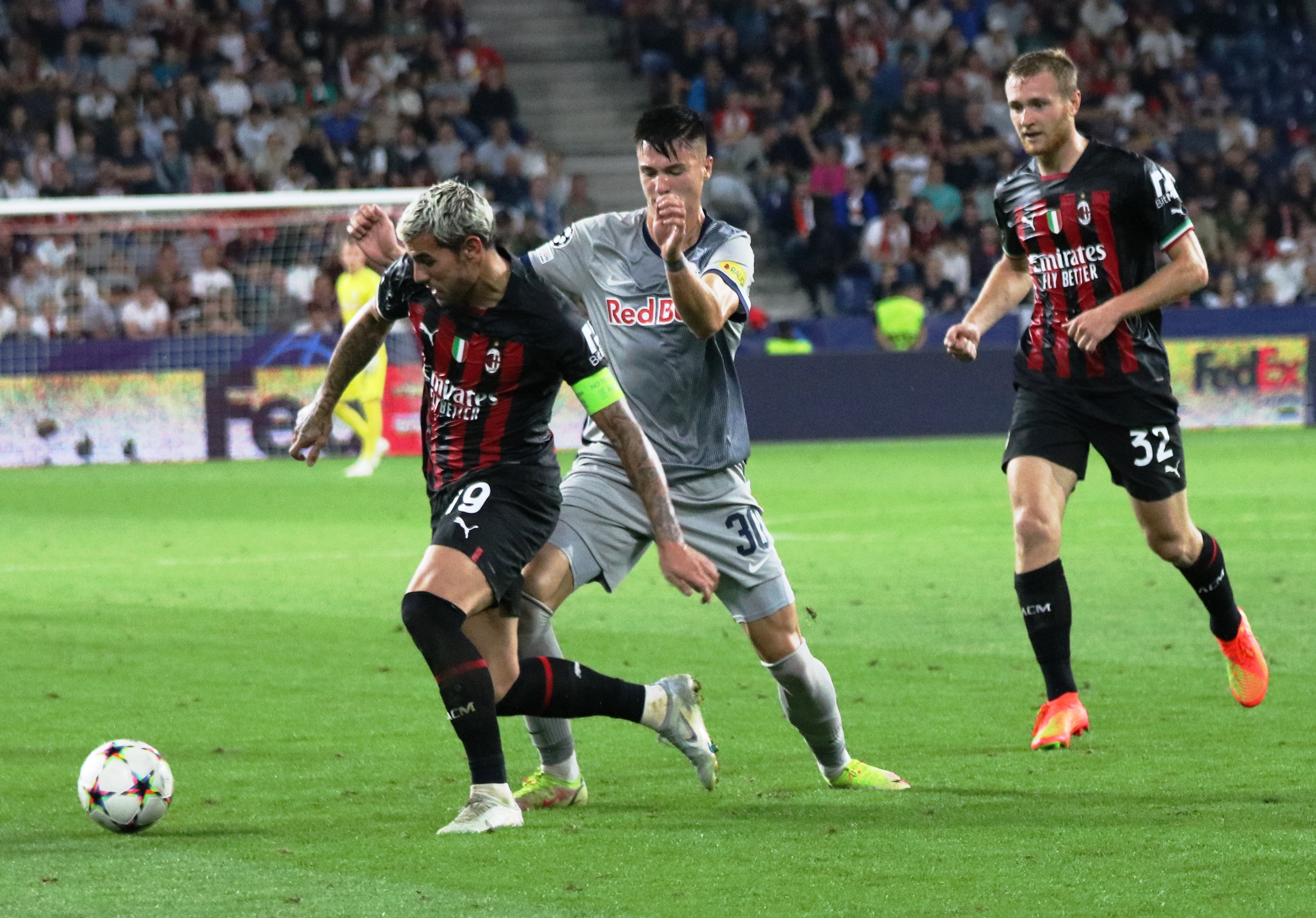
Benjamin contra o Milan na Liga dos Campeões.

Apesar dos grandes jogos na Áustria, o desempenho do esloveno na Liga dos Campeões da UEFA era abaixo das expectativas. Na época 2021–22, fizera sua estreia na competição empatando com o Sevilla em 1–1.
Nessa mesma edição, o time rumou às oitavas de final e Šeško não participou da primeira partida das oitavas por conta de uma lesão. Mas retornou na partida de volta apenas para ver o Bayern de Munique eliminá-los pelo placar de 7 a 1.
Na temporada seguinte, retornou à Fase de Grupos, mas foi rapidamente eliminado ainda nesta parte da competição sem marcar nenhum gol. Os seis pontos, contudo, levaram o clube a disputar os 16 avos da Liga Europa, mas eles foram rapidamente eliminados pela Roma antes de chegarem ás oitavas.
Essas performances em campeonatos nacionais nas duas épocas fizeram com que diversas equipes buscassem a contratação do jogador, bem como o compararam com a estrela sueca Erling Haaland, mas o destino do esloveno, após fazer 29 gols em 79 partidas pelo clube austríaco foi ir ao principal clube da Red Bull naquele momento.

### RB Leipzig

#### 2023–24
Em 9 de agosto de 2022, RB Leipzig anunciou a transferência de Šeško ao clube a partir de 1 de julho de 2023, tendo o esloveno assinado contrato até 2028 e a transferência girado em torno de 24 milhões de euros.
Já em sua estreia no clube, Benjamin conseguiu conquistar o troféu da Supercopa da Alemanha de 2023 diante o Bayern de Munique. Mas seu primeiro gol só viria acontecer na terceira rodada da Bundesliga na partida que fizera um doblete contra o Union Berlin.
Em tal época, o atacante tivera um brilho individual no potente clube alemão. Unido de Dani Olmo e Xavi Simons, o esloveno comandou o ataque, juntamente de Loïs Openda, e se sobrepondo a Timo Werner, terminaram a Bundesliga na 4ª colocação, com Šeško fazendo 14 gols, sendo metade deles feito de maneira consecutiva nas últimas sete rodadas de Campeonato.
Mesmo sendo eliminado em dois jogos da Copa da Alemanha e saindo nas oitavas de final da Liga dos Campeões (onde fizera dois gols contra o BSC Young Boys), o jogador foi um dos destaques da equipe no quesito ofensivo e terminou sua época inicial com 18 gols em 42 partidas.

#### 2024–25
A segunda temporada do esloveno foi mais chamativa. Assumindo totalmente a titularidade desde o início da época, o atacante mostrou-se eficaz em importantes jogos da época. Ele iniciou marcando um doblete diante o Augsburg na 5ª rodada, repetiu o tento em uma derrota por 2–1 ao Borussia Dortmund na 9ª partida e viveu seus principais jogos nas jornadas 13 até a 17. Por ali, estufou as redes consecutivamente do Hosltein Kiel, Frankfurt, Bayern, Werder Bremen e Stuttgart – onde também foi expulso aos 85 minutos.
Retornando, marcou mais cinco gols, um deles novamente contra o Bayern, e concluiu a Bundesliga com 13 gols em 33 partidas. A campanha individual foi sólida, mas o coletivo careceu de bons resultados e o time alcançou somente a 7ª colocação.
Benjamin também chamou atenção em jogos da Copa da Alemanha, pois marcou em todos os jogos que entrou em campo. Contudo, na semifinal da competição, viu Angelo Stiller, Nick Woltemade e Jamie Leweling marcarem um gol cada, contra apenas um do esloveno, para o eliminar o RB Leipzig. Desse modo, o atacante concluiu a Copa com quatro tentos, um a menos que Nick Woltemade, o artilheiro do Stuttgart.
Na Liga dos Campeões, mostrou-se eficaz já nos dois primeiros jogos. Contra o Atlético de Madrid e Juventus, o centroavante marcou três gols somados, sendo um doblete no clube italiano, e concluiu sua participação em gols na 7ª rodada da Fase de Liga, onde também estufou as redes do Sporting na única vitória dos alemães na competição.
Com 21 gols e seis assistências em 45 jogos, Šeško virou alvo de grandes equipes europeias, com foco no Futebol Inglês. Sabendo da importância de um centroavante goleador para a equipe, o Arsenal mostrou grande interesse na contratação do esloveno, teoricamente deixando como segundo plano o artilheiro Viktor Gyökeres, para época posterior. Eventualmente, o esloveno passou a seguir os Gunners em suas redes sociais – o que aumentou a especulação de acordo entre as partes. No decorrer das semanas, porém, a equipe de Mikel Arteta decidiu colocar seus esforços no goleador do Sporting e pôs Šeško em espera.
Após o sucesso das negociações do time de Londres com o atacante sueco, Benjamin foi sondado por outros clubes ingleses; sendo os mais interessados o Newcastle United e o Manchester United. A primeira equipe realizou uma proposta de valor elevado ao clube alemão, mas prevaleceu o desejo do atacante que buscava performar dentro do Old Trafford. Desse modo, no dia 7 de agosto de 2025, os Red Devils acertaram um acordo pelo esloveno.

### Manchester United
No dia 9 de agosto de 2025, Benjamin foi oficialmente anunciado pelo Manchester United como o quinto reforço da temporada 2025–26 pelo valor de 85 milhões de euros. Em sua apresentação, o esloveno figurou ao lado de Bryan Mbeumo e Matheus Cunha, ambos no Old Trafford para o último jogo da pré-temporada, como os principais nomes adquiridos pelo clube inglês naquele período.

## Seleção Eslovena

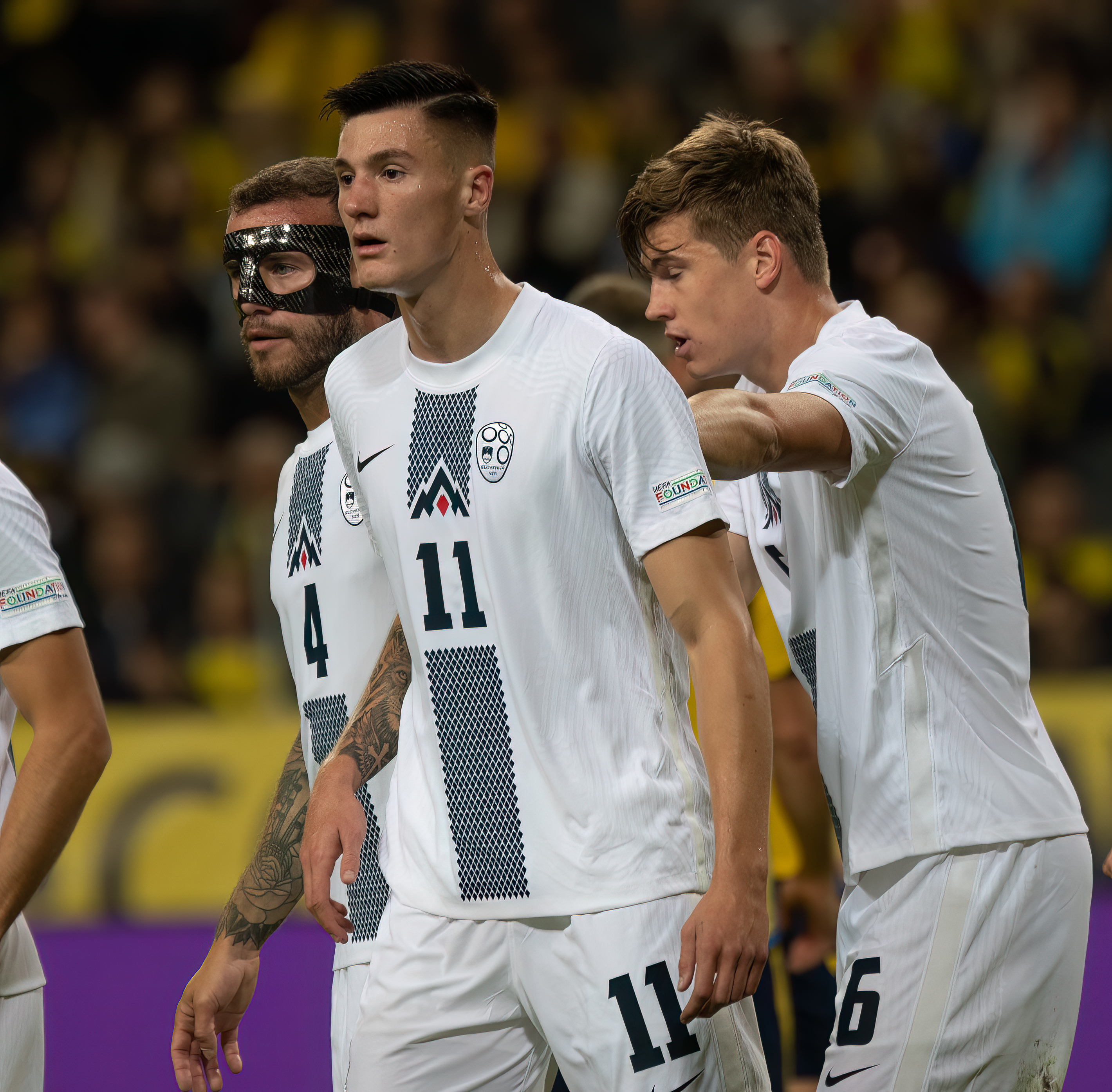
Šeško em atuação pela Seleção Eslovena em 2022

Elegivel para defender tanto a Eslovênia e Bosnia e Herzegovina (pelo fato de sua ser nascida em Doboj), Šeško optou por defender seu país natal, onde atuou em Sub-15, Sub-16, Sub-17 e Sub-19. Pelo Sub-19, fez sia estreia em um amistoso contra a Áustria. Em maio de 2021, Šeško foi convocado pela primeira vez para a Seleção Principal pelo técnico Matjaž Kek para dois amistosos em junho do mesmo ano.
Benjamin fez sua estreia no empate contra a Macedoni em 1 de junho de 2021. Com a estreia, tornou-se o mais jovem a estrear pela Eslovênia com 18 anos e um dia, superando o recorde de Petar Stojanović de sete anos antes. Em 8 de outubro de 2021, Šeško marcou seu primeiro gol em partida contra Malta nas Eliminatórias para a Copa do Mundo de 2022, tornando-se também o mais jovem a marcar pela Eslovênia com 18 anos, 4 meses e 8 dias.
Durante a Liga das Nações da UEFA B de 2022–23, Šeško ajudou a Eslovênia a escapar do rebaixamento a Liga das Nações C com dois gols decisivos: um contra a Noruega na vitória por 2–1 em 24 de setembro de 2022 (onde também deu uma assistência para o outro gol),[carece de fontes?] e no empate de 1–1 com a Suécia três dias depois. Esse gol foi descrito como um "gol incrível" pela mídia, e foi nomeado como um dos melhores gols na rodada pela UEFA.

## Estatísticas
| Seleção nacional | Ano   | Jogos | Gols |
| ---------------- | ----- | ----- | ---- |
| Eslovênia        | 2021  | 7     | 1    |
| Eslovênia        | 2022  | 10    | 4    |
| Eslovênia        | 2023  | 4     | 1    |
| Eslovênia        | Total | 21    | 6    |

| No. | Data                   | Local                                         | Partida | Adversário | Placar | Resultado | Competition                                                          |
| --- | ---------------------- | --------------------------------------------- | ------- | ---------- | ------ | --------- | -------------------------------------------------------------------- |
| 1   | 8 de outubro de 2021   | Estádio Nacional de Ta' Qali, Ta' Qali, Malta | 6       | Malta      | 4–0    | 4–0       | Eliminatórias da Copa do Mundo FIFA de 2022                          |
| 2   | 12 de junho de 2022    | Estádio de Stožice, Ljubljana, Eslovênia      | 13      | Sérvia     | 2–2    | 2–2       | Liga das Nações da UEFA B de 2022–23                                 |
| 3   | 24 de setembro de 2022 | Estádio de Stožice, Ljubljana, Eslovênia      | 14      | Noruega    | 2–1    | 2–1       | Liga das Nações da UEFA B de 2022–23                                 |
| 4   | 27 de setembro de 2022 | Friends Arena, Solna, Suécia                  | 15      | Suécia     | 1–0    | 1–1       | Liga das Nações da UEFA B de 2022–23                                 |
| 5   | 17 de novembro de 2022 | Cluj Arena, Cluj-Napoca, Romênia              | 16      | Romênia    | 1–0    | 2–1       | Amistoso                                                             |
| 6   | 26 de março de 2023    | Estádio de Stožice, Ljubljana, Eslovênia      | 19      | San Marino | 1–0    | 2–0       | Qualificações para o Campeonato Europeu de Futebol de 2024 – Grupo H |

## Títulos
Red Bull Salzburg

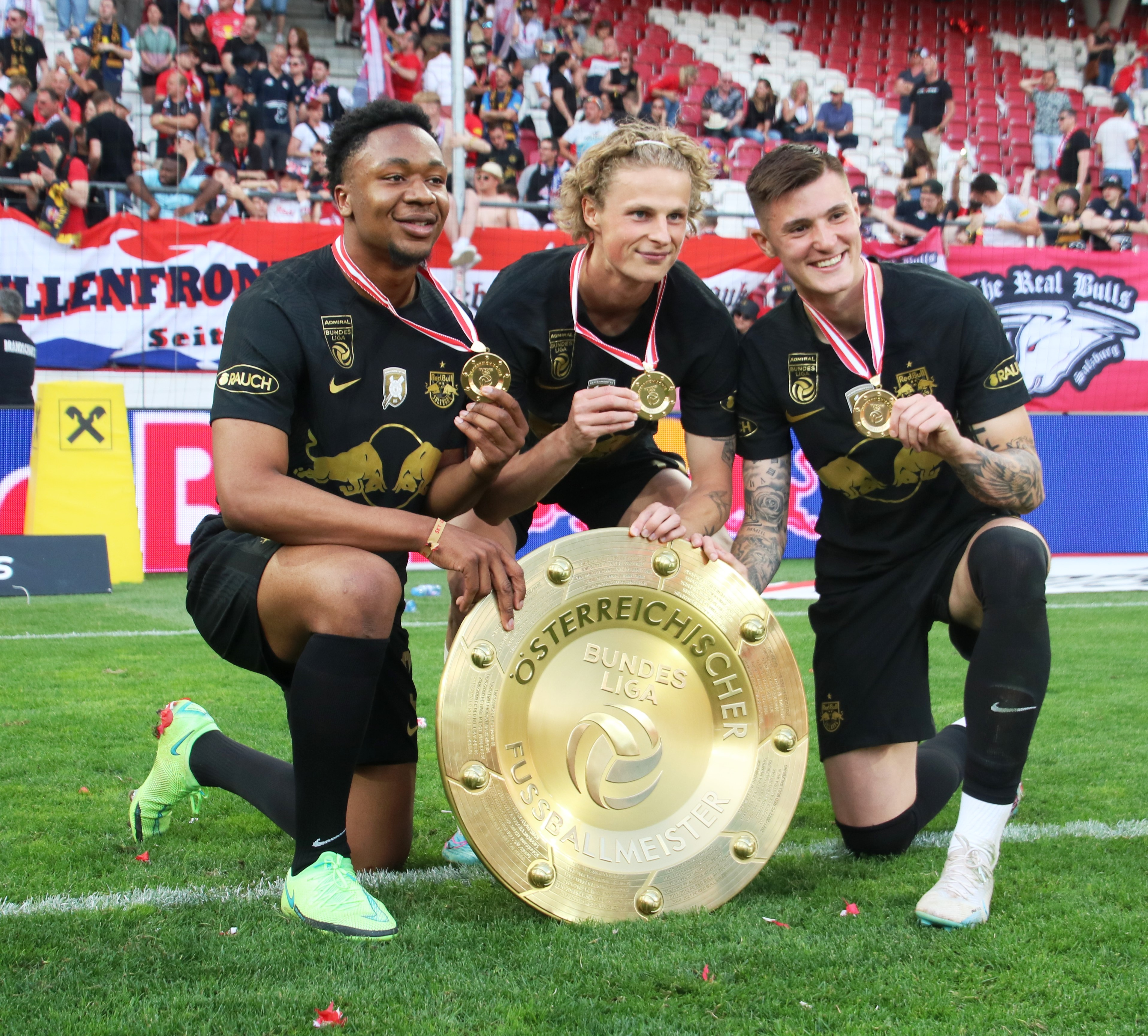
Benjamin com o troféu da Bundesliga Austríaca em 2023.

- Benjamin com o troféu da Bundesliga Austríaca em 2023.Campeonato Austríaco: 2020–21, 2021–22, 2022–23

- Copa da Áustria: 2021–22

RB Leipzig
- Supercopa da Alemanha: 2023

### Premios individuais
- Futebolista Esloveno do Ano: 2022[13]
- Futebolista Esloveno Jovem do Ano: 2021, 2022[13], 2023[65]

### Artilharia
- Copa da Áustria: 2021–22 (5 gols)